# Скокливото пони
Скокливото пони е странноприемница от света, който британският автор Дж. Р. Р. Толкин, създава в своите книги описващи събитията от Арда. Тя се намира в град Брее, който е разположен в Средната земя. Скокливото пони е описано в книгата Властелинът на пръстените, като там е представена в първата част от трилогията.

## Хронология на събитията
1. Фродо и неговите спътници отсядат там, като търсят Гандалф.[1]
2. Пияните Мери и Пип издават Фродо, че е Бегинс а не Подхълмов (Фродо се прекрива по фамилията Подхълмов).
3. Ханджията Пиволей Мажирепей настанява хобитите от Графството в уютни стаи.
4. фродо, Сам, Пипин и Мери се срещат с Арагорн.[2]
5. Назгулите нахълтват през нощта като търсят „полуръстовете“ (Фродо, Сам, Пипин и Мери).